# Донеччина (топонім)

Проект гербу Донеччини землі УНР.

Донеччина — топонім, що використовується в різні історичні періоди для позначення територій які мають різний статус і географічне положення. Назва походить від річки Сіверський Донець. Катойконім — донеччани (не плутати з донцями).

## Історія
Топонім «донеччина» активно став використовуватися в період Української революції 1917—1921 зокрема даний топонім часто використовувався державними структурами і діячами УНР по відношенню до території нинішньої Донецької і Луганської області, прикладом може служити засідань Генерального Секретаріату УНР від 24 листопада 1917 року в якому Петлюра виступив з доповіддю про переговори з Криленко в яких він використовував топонім донеччина.
… в справі тих утисків, які відбуваються в Донеччині робочим на шахтах Каледін погодився ці утиски негайно припинити.
6 березня 1918 року згідно з Законом «Про адміністративно-територіальний поділ України», що був ухвалений Українською Центральною Радою була утворенна адміністративна одиниця УНР Донеччина с центром у місті Сло'янськ. Скасована 29 квітня 1918 року гетьманом України Павлом Скоропадським, що повернув старий губернський поділ часів Російської імперії.
Активно топонім Донеччина став використовуватися україномовними письменниками після закінчення Української революції 1917—1921 в перші роки радянської влади. Яскравим прикладом є творчість Володимира Сосюри який писав:
… мене ж бо породив Донбас.
Я весь — Донеччини дитина, тече в мені шахтарська кров…
1960
Які  там  милі, срібні  ріки,
а  далі  сині, як  у  сні…
Ні, без  Донеччини  навіки
зів'яли  б  всі  мої  пісні!
28. IX.  62

Даний топонім, в широкому сенсі, є розмовним і літературним узагальнюючою назвою регіону, територія якого приблизно збігається з територією нинішніх Донецької, Луганської та Харківської областей. Саме в цьому контексті він використовується в назві Донецько-Криворізької республіки — самопроголошеної держави, яке існувало на початку XX століття, столиця якого знаходилася в Харкові — оскільки місто Донецьк отримав свою нинішню назву лише в 1961 році . В адміністративно-територіальному поділі УНР існувала земля з однойменною назвою, велика частина якої перебувала на території сучасної Харківської області . Земський центр знаходився в Слов'янську, який сьогодні є частиною Донецької області.
З утворенням Донецької губернії, даний топонім став асоціюватися, в основному, з територією нинішніх Донецької і Луганської областей. У сучасному контексті може використовуватися як синонім Донецької області, що в свою чергу призвело до популяризації топонімів «Луганщина» (укр. Луганщина) для позначення території Луганської області і «Харківщина» (укр. Харківщина) для території Харківської області відповідно.
Використання топоніма «Донщина» по відношенню до всіх вищезазначених територій є невірним, оскільки і Донецька область, і місто Донецьк як її центр, і Донецький вугільний басейн, ведуть свої назви від протікає по цій території Сіверського Дінця, а не від Дона.